# 贝奥武夫机群

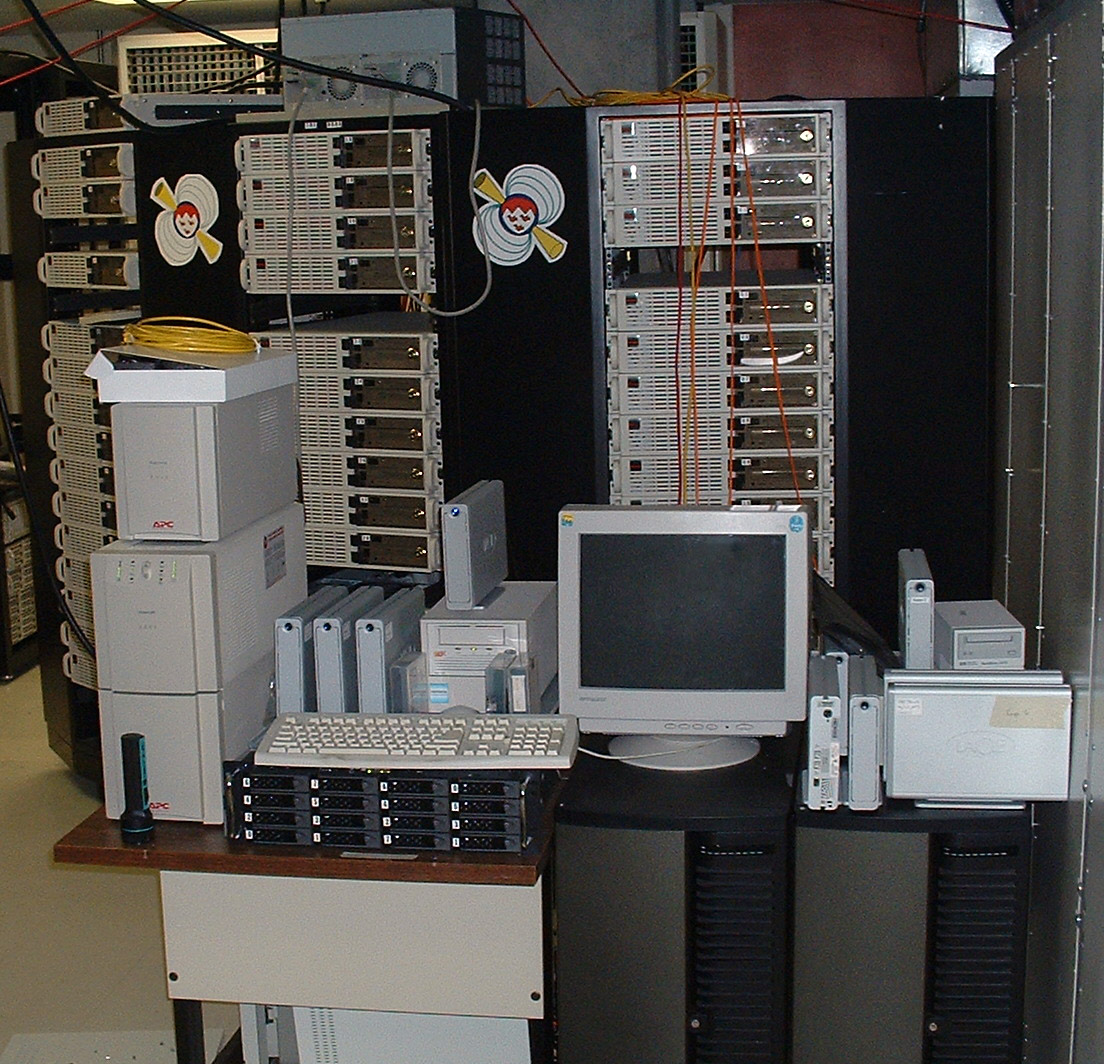
52节点的贝奥武夫机群Borg，在麦吉尔大学被用来搜寻脉冲星双星系统。

贝奥武夫机群（Beowulf cluster），又称贝奥伍尔夫集群，是一种高性能的并行计算机集群结构，特点是使用廉价的个人电脑硬件组装以达到最优的性能/价格比。得名于古英语著名史诗《貝奧武夫》。
于1994年最早在NASA为Donald Becker等人开发，是目前科学计算中流行的一类并行计算机。
最常见的方式是把相同个人电脑作为组装单元，运行Linux或BSD系统。各个单元之间通过小型TCP/IP局域网和有关的程序库来分配计算任务和通信。常用的并行程序库包括MPI和PVM。

## 操作系统
最初的贝奥武夫使用Linux，后来扩展到包括Microsoft Windows的很多操作系统。目前有一些Linux发行版及BSD发行版是专为计算机集群设计的，包括：
- ClusterKnoppix（基于Knoppix）
- dyne:bolic（面向多媒体制作）
- Rocks Cluster Distribution
- Scyld
- DragonFly BSD

## 例子

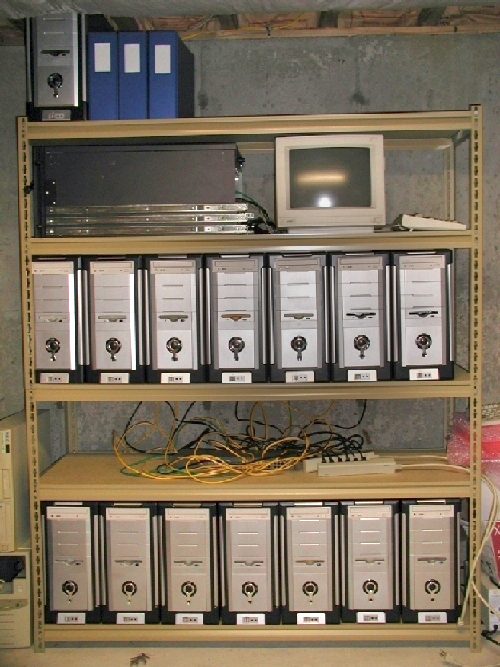
一台自制的贝奥武夫机群

- 曙光4000A
- Carnegie Mellon University, Process Systems Engineering Beowulf Cluster
- Southampton University, Information Systems Services, Iridis Beowulf Cluster
- Asgard - Beowulf Computing at the Swiss Federal Institute of Technology